# Estatuts de Lituània

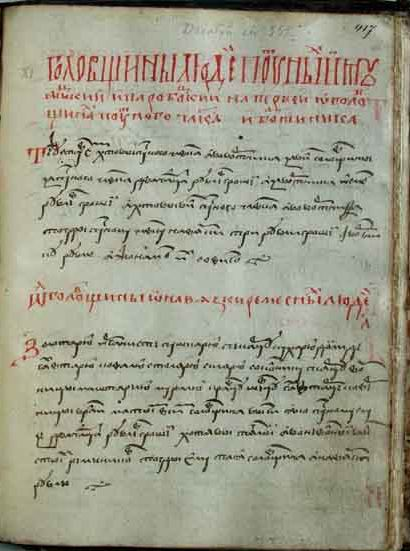
El primer estatut, 1529.

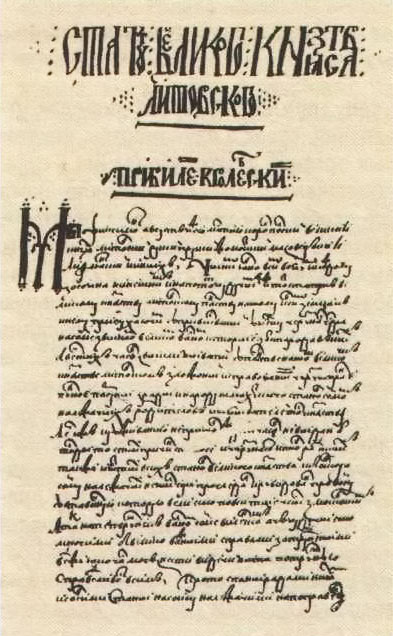
El segon estatut, 1566.

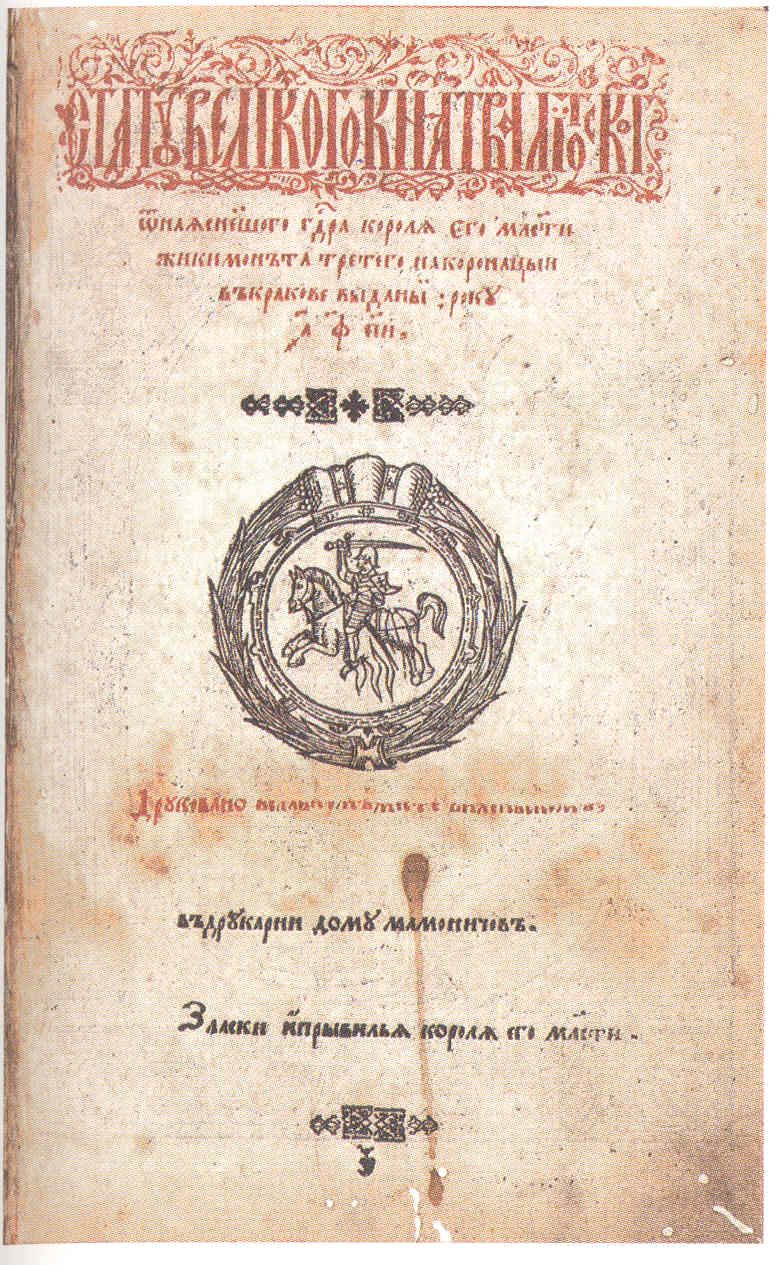
El tercer estatut, 1588.

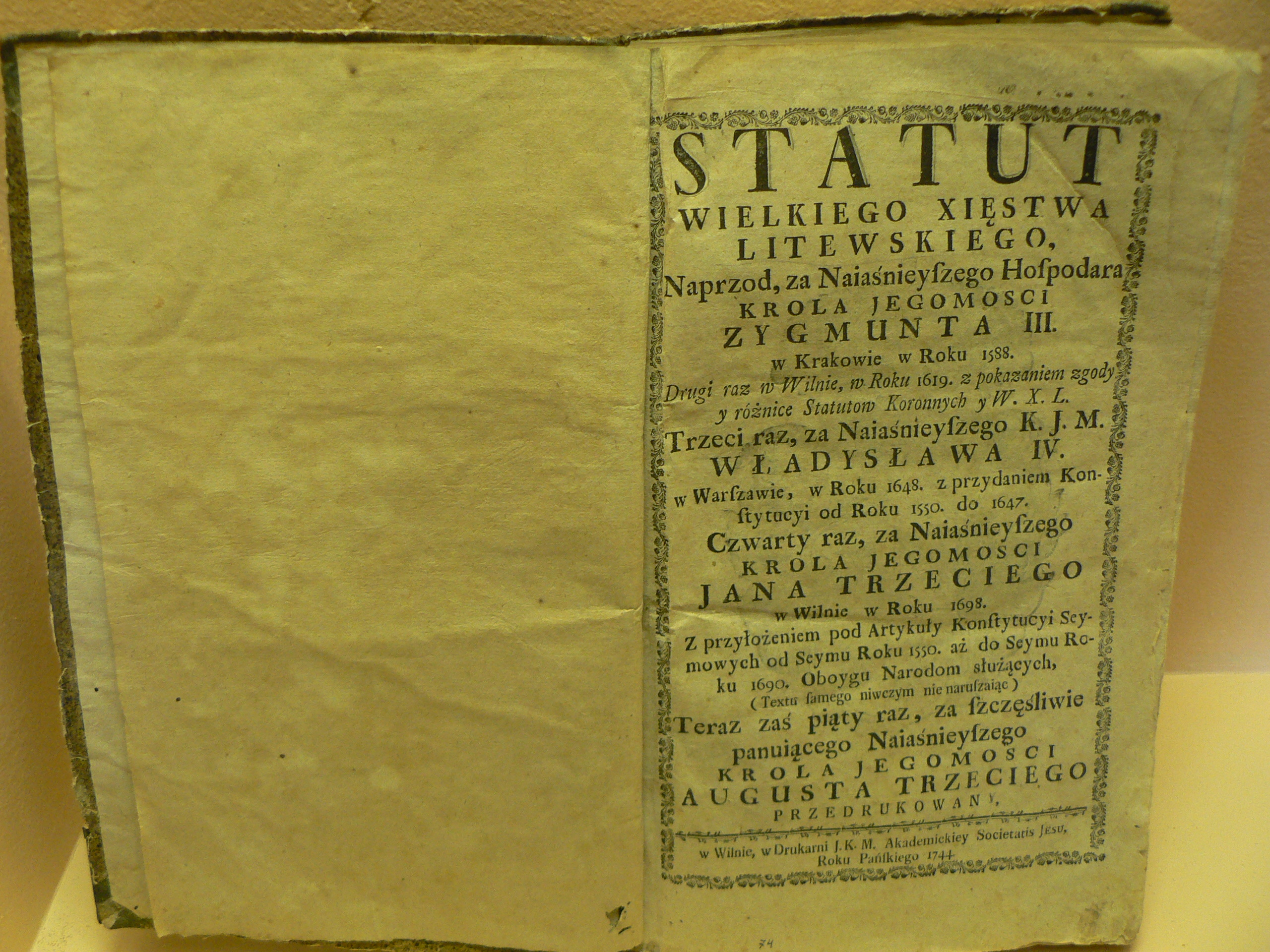
Reimpressió polonesa, 1744.

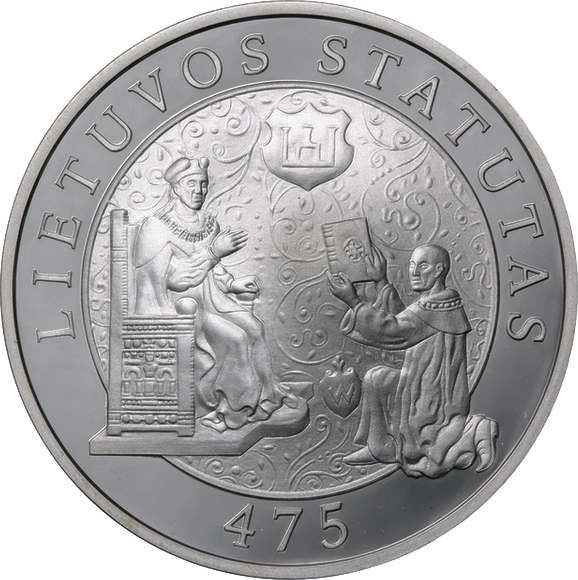
Moneda commemorativa de 50 litas, dedicada al 475 aniversari del Primer Estatut, (2004).

Els Estatuts de Lituània, originàriament coneguts com els Estatuts del Gran Ducat de Lituània (en lituà: Lietuvos statutai, en belarús: Статуты Вялікага княства Літоўскага, en polonès: Statuty litewskie), eren una del segle xvi la codificació de tota la legislació del Gran Ducat de Lituània i el seu successor, la Confederació de Polònia i Lituània. Els Estatuts consisteixen en tres codis legals (1529, 1566 i 1588), tots escrits en rutè, traduïts al llatí i posteriorment al polonès. Van constituir la base del sistema legal del Gran Ducat. Una de les principals fonts dels estatuts va ser l'antiga llei russa.

## Primer i segon estatuts
El propòsit principal del primer estatut era normalitzar i reunir diverses lleis tribals i consuetudinàries per codificar-les en un sol document.
El Primer Estatut va ser redactat el 1522 i va arribar al poder el 1529 per iniciativa del Consell dels Lords de Lituània. La codificació va ser iniciada pel Gran Canceller de Lituània Mikołaj Radziwiłł el Vermell com una nova elaboració i ampliació del Codi Casimir. La primera edició va ser tornada a dissenyar i completada pel seu successor Albertas Goštautas, que va assumir el càrrec de Gran Canceller de Lituània el 1522.
El segon estatut va entrar en vigor el 1566 per ordre del rei de Polònia i Gran Duc de Lituània, Segimon II August, sent més gran i més avançat. El Gran Duc va realitzar això a causa de la pressió de la noblesa lituana, ja que l'expansió dels drets dels nobles des de la publicació del primer estatut era redundant. El segon estatut va ser preparat per una comissió especial, composta per deu membres, designats pel Gran Duc i el Consell dels Lords.

## Tercer Estatut
El Tercer Estatut va ser acceptat el 1588 en resposta a la Unió de Lublin, que va crear la Confederació de Polònia i Lituània. El principal autor i editor d'aquest estatut va ser el gran canceller de Lituània Lew Sapieha d'origen rutè. Aquest estatut va ser el primer imprès -per contrast amb els estatuts escrits abans a mà- en ruté fent servir l'alfabet ciríl·lic.
Les traduccions de l'estatut es van publicar a la Rússia moscovita i també a Polònia, on en aquest moment les lleis no estaven codificades i l'estatut lituà era consultat en alguns casos en els quals les lleis poloneses no estaven prou clares o desaparegudes.
L'estatut va reorganitzar i va modificar la legislació vigent, i va incloure també noves lleis. Les característiques progressistes incloïen una tendència cap a penes severes, inclosa la pena de mort, que s'ajustava a la tendència general del dret europeu contemporani (Malleus Maleficarum); també l'estatut codificava que els crims comesos per o contra persones de diferents rangs socials serien castigats igualment, seguint la idea d'igual valor de la vida humana. Tanmateix, els obstacles. perquè un camperol aconseguís que un noble fora jutjat i condemnat, eren més alts que al contrari. Com a prova de ser reconegut com a Gran Duc de Lituània, Segimon III Vasa va revisar la Unió de Lublin i va aprovar el Tercer Estatut de Lituània.
Moltes de les característiques de l'estatut no eren d'acord amb les disposicions de la Unió de Lublin, que no s'esmenta de cap manera a l'estatut. Per exemple, les disposicions sobre la distribució de les oficines locals solament als nadius -o, a les persones que havien comprat aquest estatus-, també les moltes i detallades disposicions sobre les assemblees de les finques lituanes que van ser finalment suprimides pel tractat sindical Lublin. A la pràctica legal quotidiana, l'estatut superava el tractat d'unió.
Un grup que sovint s'oposava a l'estatut va ser la noblesa polonesa, que ho considerava inconstitucional, perquè la Unió de Lublin estipulava que cap llei podia entrar en conflicte amb el dret de la Unió. L'estatut alhora, va declarar que les lleis que eren en conflicte amb ella pròpiament eren inconstitucionals. Els estatuts de Lituània també es van utilitzar als territoris de Lituània annexats per Polònia una mica abans de la Unió de Lublin. Aquests conflictes entre els règims estatutaris a Lituània i Polònia van persistir durant molts anys.

## Implicacions i desenvolupaments
Els intents de la noblesa lituana de limitar el poder dels magnats lituans van conduir el moviment koekwacja praw -igualtat de lleis-, culminant en les reformes koekwacja del sejm electoral de 1697 (maig-juny), confirmat en el sejm general d'abril de 1698 en El document Porządek sądzenia spraw w Trybunale Wielkiego Księstwa Litewskego. Aquestes reformes van limitar la jurisdicció i la competència de diverses oficines lituanes, com les del hetman, kanclerz (canceller) Marszałek (mariscal) i podskarbi (subtresorer), per equiparar-les amb les de les oficines corresponents en la corona polonesa. Moltes d'aquestes oficines, en l'època, estaven ocupades per membres de la família Sapieha, i els canvis es van realitzar, almenys en part, amb mires a reduir el seu poder. Les reformes també van instituir el polonès com a llengua administrativa, reemplaçant el rutè, en documents escrits i procediments judicials, contradient la redacció del Tercer Estatut.
El 1791, es van fer esforços per canviar el sistema i eliminar els privilegis de la noblesa, creant una monarquia constitucional amb una ciutadania moderna. Tanmateix, aquests plans van fracassar quan Rússia, encoratjada per Àustria i Prússia, va dividir la Confederació, encara que va deixar els Estatuts lituans en efecte a Lituània fins a 1840.